# Pohřebiště monackých panovníků

Znak Monackého knížectví

Monako je knížectvím od roku 1633. Všechna monacká knížata byla pochována v monacké katedrále, avšak při zničení předcházející budovy došlo ke zničení některých hrobek.
| Jméno                           | Doba života | Místo pohřbení                                     |
| ------------------------------- | ----------- | -------------------------------------------------- |
| kníže Honoré II.                | 1596–1662   | Katedrála Notre-Dame-Immaculée v Monaku            |
| Ippolita Trivulzio              | 1600–1638   | Katedrála Notre-Dame-Immaculée v Monaku            |
| kníže Ludvík I.                 | 1642–1701   | Katedrála Notre-Dame-Immaculée v Monaku            |
| Kateřina Šarlota z Gramontu     | 1639–1678   | Kapucínský kostel v Paříži                         |
| kníže Antonín I.                | 1661–1731   | Katedrála Notre-Dame-Immaculée v Monaku            |
| Marie Lotrinská                 | 1674–1724   | Katedrála Notre-Dame-Immaculée v Monaku            |
| kněžna Luisa Hipolyta           | 1697–1731   | Katedrála Notre-Dame-Immaculée v Monaku            |
| kníže Jakub I.                  | 1689–1751   | Kostel v Torigni-sur-Vire, Manche, Basse-Normandie |
| kníže Honoré III.               | 1720–1795   | Místo odpočinku je neznámé                         |
| Kateřina z Brignole-Sale        | 1737–1813   | Kaple svatého Ludvíka ve Wimbledonu                |
| kníže Honoré IV.                | 1758–1819   | Katedrála Notre-Dame-Immaculée v Monaku            |
| Luisa d'Aumont Mazarin          | 1759–1864   | Katedrála Notre-Dame-Immaculée v Monaku            |
| kníže Honoré V.                 | 1778–1841   | Katedrála Notre-Dame-Immaculée v Monaku            |
| kníže Florestan                 | 1785–1856   | Katedrála Notre-Dame-Immaculée v Monaku            |
| Marie Karolína Gibert de Lametz | 1793–1879   | Katedrála Notre-Dame-Immaculée v Monaku            |
| kníže Karel III.                | 1818–1889   | Katedrála Notre-Dame-Immaculée v Monaku            |
| Antoinenta z Mérode-Westerloo   | 1828–1864   | Katedrála Notre-Dame-Immaculée v Monaku            |
| kníže Albert I.                 | 1848–1922   | Katedrála Notre-Dame-Immaculée v Monaku            |
| Mary Victoria Hamilton          | 1850–1922   | Budapešť                                           |
| Alice Heine                     | 1858–1925   | Hřbitov Père-Lachaise v Paříži                     |
| kníže Ludvík II.                | 1870–1949   | Katedrála Notre-Dame-Immaculée v Monaku            |
| Ghislaine, kněžna monacká       | 1900–1991   | Hřbitov Passy v Paříži                             |
| kníže Rainier III.              | 1923–2005   | Katedrála Notre-Dame-Immaculée v Monaku            |
| Grazia Patricia                 | 1929–1982   | Katedrála Notre-Dame-Immaculée v Monaku            |